# Tesseranthelia
Tesseranthelia is een geslacht van koralen uit de familie van de Clavulariidae.

## Soorten
- Tesseranthelia chesterfieldensis d'Hondt, 1986
- Tesseranthelia rhodora Bayer, 1981